# Lignana
Lignana är en ort och kommun i provinsen Vercelli i regionen Piemonte, Italien. Kommunen hade 557 invånare (2018).